# 安托萬·阿爾諾 (哲學家)
安托万·阿尔诺（法語：Antoine Arnauld，1612年2月6日—1694年8月8日），冉森教派领袖。是布莱兹·帕斯卡的好友，正是在他的鼓动下，布莱兹·帕斯卡撰写了《致外省人信札》（Lettres provinciales），为冉森教派辩护，批驳耶稣会。